# Stemming
Stemming – w wyszukiwaniu informacji oraz w morfologii (w językoznawstwie) jest to proces usunięcia ze słowa końcówki fleksyjnej pozostawiający tylko temat wyrazu. Proces stemmingu może być przeprowadzany w celu zmierzenia popularności danego słowa. Końcówki fleksyjne zaniżają faktyczne dane. Algorytmy stemmingu są przedmiotem badań informatyki od lat 60. XX wieku. Pierwszy stemmer, czyli program do przeprowadzania procesu stemmingu, został napisany i opublikowany przez Julie Beth Lovins w 1968. W czerwcu 1980 Martin Porter opublikował swój algorytm stemmingu, zwany Algorytmem Portera.
Np. angielskie słowa: „connection”, „connections”, „connective”, „connected”, „connecting” poddane stemmingowi dadzą ten sam wynik, czyli słowo „connect”.